# Spildra
Spildra est une île et localité du comté de Troms, en Norvège.

## Géographie
Administrativement, Spildra fait partie de la kommune de Kvænangen.